# Dusona nitidipleuris
Dusona nitidipleuris là một loài tò vò trong họ Ichneumonidae.